# Тиберій Плавцій Сільван Еліан
Тиберій Плавцій Сільван Еліан (лат. Tiberius Plautius Silvanus Aelianus; до 11 — після 79) — політичний та військовий діяч Римської імперії, двічі консул-суффект 45 та 74 років.

## Життєпис
Походив із впливового роду Еліїв. Син Луція Елія Ламії, консула 3 року. Був всиновлений Марком Плавцієм Сільваном. У 14 році увійшов до колегії августулів. У 35 році призначено магістром монетного двору. У 36 році призначено претором. У 39—40 роках командував V легіоном Алауд.
У 42 році за імператора Клавдія став міським претором. У 43 році як легат взяв участь у підкоренні південної частини Британії. У 44 році повернувся до Риму. У 45 році став консулом-суффектом вперше. У 47 році Плавція включено до стану патриціїв.
У 55—56 роках як проконсул керував провінцією Азія. З 61 до 66 року керував провінцією Мезія. У цей період він здійснив похід на Крим проти скіфів, ставши на чолі підрозділів VIII Августового і VII Клавдієвого легіонів. За свідченням епітафії Плавція Сільвана з Тібур, він «змусив скіфського царя зняти облогу з Херсонесу». Римські війська залишили Кримський півострів одразу або через деякий час після завершення походу Плавція Сільвана.
У 69 році підтримав Веспасіана у боротьбі за владу. За це останній, ставши імператором, надав Плавцію право на тріумф. З 70 до 72 року як проконсул керував Тарраконською Іспанією. У 70 році увійшов до колегії понтифіків. У 72—73 роках був префектом Риму.
У 74 році вдруге став консулом-суффектом, разом з Луцієм Юнієм Криспом. Помер у 79 або 80 році.

## Родина
- Луцій Елій Ламія Плавцій Еліан, консул-суффект 80 року